# Радиационная имплозия
Радиационная имплозия — принцип, заключающийся в импульсном сжатии ядерного заряда с использованием энергии рентгеновского излучения, которое выделяется при взрыве близко расположенного ядерного боеприпаса и передаётся через специальный канал (interstage). При этом сжатие осуществляется плазмой, в которую превращается наполнитель при его сублимации. Радиационная имплозия используется в термоядерных, то есть, в двухступенчатых (двухфазных) ядерных боеприпасах.
Термин «радиационная имплозия» также может быть использован в отношении любых процессов, при которых поток энергии электромагнитного излучения на поверхность тела используются для его механического сжатия. Изучается использование этой идеи для задач энергетики в управляемом инерциальном термоядерном синтезе.

## История

Схематическое изображение стадий радиационной имплозии в термоядерном боеприпасе

Радиационная имплозия впервые была разработана Клаусом Фуксом и Джоном фон Нейманом в США как часть их работы над идеей конструкции водородной бомбы, которая называлась «Классической» («Classical Super»). В результате этой работы в 1946 году была подана секретная заявка на патент, а позднее эта информация была передана Фуксом Советскому Союзу как часть его ядерного шпионажа. Тем не менее эта схема не использовалась в окончательной конфигурации водородной бомбы, и ни США ни СССР не смогли воплотить идеи Фукса в реальную водородную бомбу. Модифицированная версия идеи Фукса-Неймана была использована в испытаниях «George» операции Greenhouse 8 мая 1951.
Работая в группе Эдвара Теллера в Лос-Аламосской лаборатории над возможными вариантами создания водородной бомбы, в январе 1951 года Станислав Улам выдвинул идею использования гидродинамической ударной волны ядерного оружия для сжатия другой порции делящегося материала до невероятной плотности с целью увеличения мощности ядерного взрыва до нескольких мегатонн, то есть идея двухступенчатой ядерной бомбы. Позднее он понял, что этот же подход может быть использован для инициирования термоядерной реакции. Он изложил эту идею Эдварду Теллеру, который быстро понял, что вместо механической ударной волны ядерного взрыва для сжатия намного быстрее и эффективнее было бы использовать рентгеновское излучение, выделяемое при ядерном взрыве. Эта комбинация идей в дальнейшем получила название «Схема Теллера — Улама».
Первое экспериментальное, термоядерное устройство на этом принципе было испытано 1 ноября 1952 г. (испытание Иви Майк).
В СССР аналогичная схема была независимо разработана к 1955 году и также легла в основу технологии термоядерного оружия (изделие РДС-37). При этом был значителен научный вклад Виктора Давиденко, Андрея Сахарова и Якова Зельдовича.

## Атомная бомба как источник
Большая часть энергии взрыва атомной бомбы выделяется в форме рентгеновских лучей. Спектр излучения примерно совпадает со спектром чёрного тела при температуре 50 000 000 Кельвинов (чуть более чем в три раза выше, чем температура в ядре Солнца — 15 млн К). Амплитуда может быть представлена как трапезоидный импульс с 1 микросекундой времени подъёма, 1 микросекундой — плато и 1 микросекундой времени спада. Для 30-килотонной атомной бомбы общая энергия рентегновского излучения составляет 100 тераджоулей.

## Средство передачи излучения
В схеме Теллера-Улама объект, который подвергается облучению, называется «вторичной ступенью». Объект содержит термоядерное топливо, например гидрид лития, а его внешняя оболочка состоит из материала, непроницаемого для рентгеновских лучей, например, свинец или уран-238.
Для того, чтобы перенести рентгеновские лучи с поверхности первичной ступени (то есть атомной бомбы) на поверхность вторичной ступени, используется система «рентгеновских отражателей».
Отражатель обычно представляет собой цилиндр, например, из урана. Первичная ступень располагается у одного конца цилиндра, а вторичная — у другого. Внутренность цилиндра обычно заполнена пеной, прозрачной для рентгеновских лучей, например, пенополистиролом.
Термин «отражатель» вносит путаницу, так как можно подумать, что устройство работает как зеркало для рентгеновских лучей. Небольшая часть лучей, конечно, рассеивается, но большая часть передачи энергии происходит в виде двуступенчатого процесса: «отражатель» нагревается до высокой температуры потоком излучения от взрыва атомной бомбы, а затем он сам излучает рентгеновские лучи, которые падают на вторичную ступень. Эффективность этого процесса можно улучшить методами, которые являются государственным секретом.
Некоторые китайские документы говорят, что китайские ученые использовали другой метод получения радиационной имплозии. Согласно этим документам, в своей первой термоядерной бомбе вместо «отражателя» для передачи энергии от первичной ступени ко вторичной они использовали рентгеновскую линзу.

## Процесс имплозии
Термин «радиационная имплозия» подразумевает, что вторичная ступень бомбы сжимается давлением излучения, но расчёты показывают, что хоть это давление действительно велико, давление, оказываемое испаряющимися материалами, намного превышает его. Внешняя оболочка вторичной ступени становится настолько горячей, что начинает испаряться и разлетается с огромной скоростью. При этом создаётся давление, которое на несколько порядков выше, чем просто давление излучения. Таким образом радиационная имплозия в термоядерном оружии является ничем иным как имплозивным испарением, вызванным излучением.